# Amazoňan žlutobřichý
Amazoňan žlutobřichý (Alipiopsitta xanthops) je druh amazoňana z monotypického rodu Alipiopsitta, z čeledi papouškovitých. Tento druh vyhledává především polosuché savany Jižní Ameriky, především na území Brazílie.

## Taxonomie
Amazoňan žlutobřichý byl poprvé popsán J. B. Spixem v roce 1824 pod názvem papoušek žlutolící (Psittacus xanthops). Po mnoha letech byl nakonec přeřazen do rodu amazoňan (pod latinským názvem Amazona xanthops). Následně bylo provedeno několik studií, které potvrdily příbuzenský vztah mezi amazonky z rodu Graydidascalus a Pionus, proto byl následně amazoňan žlutobřichý znovu přeřazen, tentokrát do monotypického rodu Alipiopsitta. Druhové jméno, xanthops, je tvořeno dvěma slovy: „žlutá“ (xanthos) a „tvář“ (ops).
V literatuře je možné najít i mnoho latinských synonym; Androglossa xanthops, Chrysotis hypochondriaca, Chrysotis xanthops a další.

## Popis

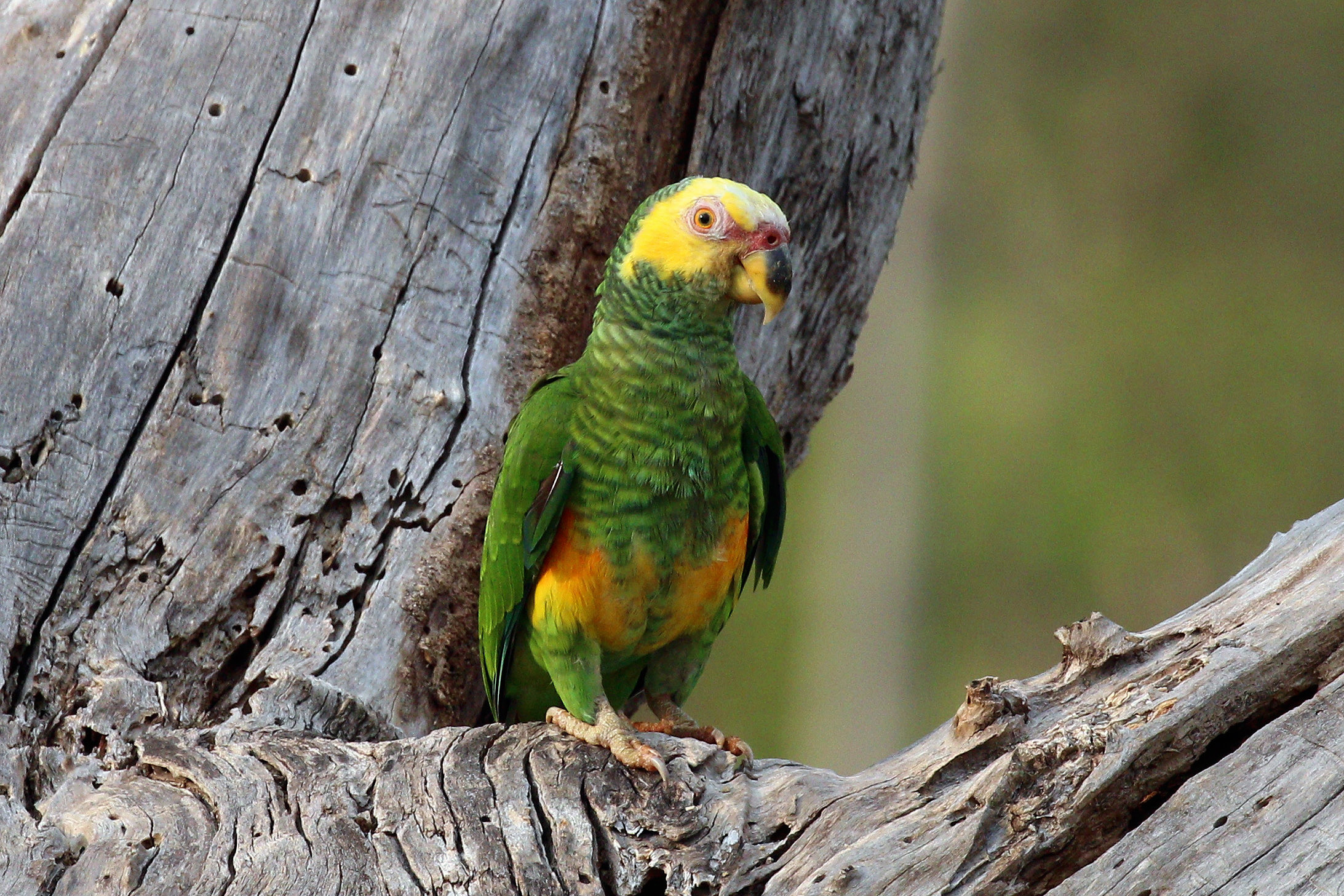
Jedinec s výraznou lysinkou na čele

Amazoňan žlutobřichý je drobný papoušek zavalité postavy s velmi krátkým ocasem. Na délku má jeho tělo do 27 cm a jeho váha se pohybuje okolo 250 g. Jedná se tedy o jeden z menších druhů amazoňanů, pro srovnání; amazoňan modročelý může na délku mít až 38 cm. Jeho tělo je převážně zelené, přičemž místy se vyskytují i zářivě žlutá pera, u výjimek můžeme najít i oranžová až červená pera. Pohlavní dimorfismus je velmi nevýrazný, ale mladí jedinci se dají odlišit celkem lehce, jelikož jsou téměř celí zelení, bez příměsi žluté barvy. Dle zbarvení na břiše byly popsány dvě formy; zelenobřichá a žlutobřichá. I proto je název „žlutobřichý“ nepřesný a často i matoucí.

## Výskyt
Druh amazoňan žlutobřichý vyhledává především rozsáhlé polosuché savany s nízkými křovinami, suché stepi a stálezelené lesy. Obývanými zeměmi je především Brazílie, Bolívie nebo Paraguay. Právě polosuché savany jsou ale často ničeny, aby na jejich území vznikly plantáže k pěstování sóji či cukrové třtiny. Právě kvůli ničení jejich přirozeného prostředí byl amazoňan žlutobřichý zapsán na Červený seznam ohrožených druhů IUCN. Jinak se jedná o částečně tažný druh, který se v hejnech přemisťuje pouze v případě nedostatku potravy.

## Chování

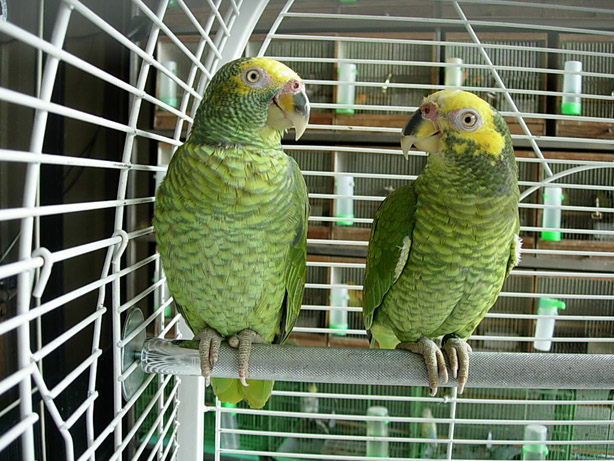
Pár amazoňanů žlutobřichých v zajetí

Žijí v menších hejnech do patnácti kusů. Jedná se o velmi plachý druh, který je těžké nejen rozpoznat, ale vůbec najít.

## Potrava
Tito ptáci se živí pupeny, květy, semeny a plody. S oblibou vyhledávají plody ledvinovníků, manga i kvajávy. 

## Hnízdění
Stejně jako jiné druhy amazoňanů, i tento hnízdí v dutinách stromů nebo skalních škvírách. Nepohrdnou ale ani opuštěnými termitišti.